# 髒彈
髒弹（英語：Dirty bomb）又叫肮脏炸弹，是一种放射性散布装置（radiological dispersal device, RDD），利用放射性物质（通常為鈾）与常规炸药相结合的放射性類武器。 
髒彈與傳統核武器的應用原理不同，核彈所造成的威力是比髒彈還要強大數以百萬倍的爆炸，且核彈的輻射雲可能會蔓延數十到數百平方英里（约26到259平方公里），而髒彈的輻射影響範圍，可能只分布在距離爆炸地幾個街區或英里而已。一個最簡易的髒彈甚至只需要把放射性物質放在那里任其散播輻射，而不需具有爆炸性。
放射性散布装置的物質來源，包括了醫療用同位素及廢棄物、放射性藥物（碘-131、碘-123、锝-99、鉈-201、氙-133），核能發電廠燃料棒（鈾235），大學、實驗室、X光檢查和測量（鈷-60、銫-137、銥-192、鐳-226）等。利用放射性散布装置，來釋放放射性物質的的方法相當多樣，含有放射性物質的設施或是容器遭受破壞、利用貨運或是遙控裝置引爆、放置在自來水廠等設施、使用飛機、導彈、火箭，這些方法都包含在內，也可能用來汙染牲畜、魚類、糧食作物。
大多數的髒彈並不會釋放出足以致人於死、直接導致嚴重疾病的輻射。但根據情況不同，髒彈爆炸可能會造成大眾恐懼和驚慌、污染財產，需要龐大的清理費用來善後。利用髒彈來造成污染和焦慮，常常是恐怖分子的主要目標。